# Claustropyga triloba
Claustropyga triloba är en tvåvingeart som beskrevs av Pekka Vilkamaa och Heikki Hippa 2007. Claustropyga triloba ingår i släktet Claustropyga och familjen sorgmyggor.
Artens utbredningsområde är Yukon. Inga underarter finns listade i Catalogue of Life.